# فهرس مشترك
الفهرس المشترك هو ذلك الفهرس الذي يجمع بين مجموعة من المكتبات والذي يجمع البيانات الببليوغرافية لارصدة المكتبات المشتركة في هذا الفهرس، ويأخد الفهرس صفة الموحد لكونه يجمع اعتبارين الأول كونه يجمع فهارس مجموعة من المكتبات في فهرس واحد والثاني ان يكون هناك تعاون وتوحيد في عملية الفهرسة بحد ذاتها لان هناك من الفهارس الموحدة التي لاتتيح تبادل تسجيلات الببليوغرافية وتكتفي فقط بعرض قوائم الفهارس على المستفيدين وتتوفر الفهارس الموحدة سواء بشكل تقليدي المطبوع كالفهرس الوطني الأمريكي الموحد National Union Catalog وهو أكبر فهرس مطبوع في العالم، أو باشكل الحديث والمعتمد اساسا على تقنيات الاتصال والتشابك وهو التوجه السائد في السنوات الاخيرة كالفهرس الموحد العالمي WORLD CAT لمركز مركز المكتبة الرقمية على الإنترنت.

## وظائف الفهر س الموحد[1]
1. الكشف عن مصادر المعلومات الخاصة بمنطقة ما
2. تساعد الفهارس الموحدة على تحديد اماكن تواجد مصادر المعلومات في المكتبات المتعاونة
3. تسهيل عمليات الاعارة المتبادلة سواء بين المكتبات المتعاونة أو بينها وبين مكتبات أخرى
4. يمكن ان يقوم الفهرس الموحد بدور المركزاوقاعدة ببليوغرافية ادا كان غنيا بالتسجيلات الببليوغرافية ويتيح ملخصات أو نصوص كاملة
5. تصدير التسجيلات الببليوغرافية للمكتبات المشتركة

## كيفية بناءفهرسموحد
تنطلق اولا من بناء اهداف لهدا الفهرس ثم وضع إستراتيجية عمل وتحديد الاولويات ثم انجاز دفتر الشروط والاعباءبعدها يمكن البدء في عملية التسيير والتثمين والمتابعة مع الاخد بعين الاعتبار الابعاد التعاونية لمشروع الفهرس الموحد كالجلنب المالي والحالة المؤسساتية للشركاء وطبيعة المشتركين وغيرها عندها يمكن الحديث عن خلق فهرس موحد.

### أنواع الفهارس المشتركة

#### حسب التوزيع الجغرافي
الفهرس الموحد المحلي: وعادة ما يكون بين مكتبات الكليات والمكتبة الجامعية المركزية.
- الفهرس الموحد الجهوي: ويتعلق بمكتبات من عدة مناطق جغرافية مثل شبكة المكتبات الجهوية [2]RIBU.
- الفهرس الموحد الوطني: وهدا النوع البلد الواحدوعادة ما تتكفل به المكتبة الوطنيةلاعداد الفهرس الموحد أي يجمع التسجيلات الببليوغرافية لمقتنيات بعض أو كل مكتبات البلد.
- الفهرس الموحد الدولي: مثل الفهرس العربي الموحد.
- الفهرس الموحد العالمي: وهدا يتجسد في نموذج جد ناجح وهوشبكات المكتبات المحوسبة على الخط مركز المكتبة الرقمية على الإنترنت.

#### حسب الموضوعات
يجمع التسجيلات الببليوغرافية التي تعالج مجالاموضوعيا واحدا كالفهرس الموحدالبريطاني للدوريات.

#### حسب اشكال مصادر المعلومات
قد يجمع الفهرس الموحد جميع اشكال وانواع مصادر المعلومات كما انه قد يقتصر على نوع واحد كان يكون مختص مثلا في الرسائل الجامعية مثل الفهرس الموحد للرسائل الجامعية الجزائري المعروف بcat.

#### حسب نوع المؤسسات المنشئة
اغلب الفهارس الموحدة تسمى باسم المكتبات التي انشاتها كالفهرس الخاص بمكتبات جامعية تابعة لوزارة التعليم